# Atentado de Church Street
El atentado de Church Street fue un atentado con coche bomba el 20 de mayo de 1983 ocurrido en frente de un edificio perteneciente a la Fuerza Aérea Sudafricana, esto en la ciudad de Pretoria, por parte de uMkhonto we Sizwe (MK), el ala paramilitar del Congreso Nacional Africano. El ataque mató a 19 personas, además de dos perpetradores, e hirió a 217, siendo el peor atentado del MK en su historia.

## Ataque
El ataque consistió en un coche bomba ocurrió a las 4:30 om del 20 de mayo de 1983, en frente del Nedbank Square, alquilado en ese entonces por la Fuerza Aérea Sudafricana, en la Church Street West, Pretoria. El objetivo fue el supuesto cuartel general de la Fuerza Aérea Sudafricana (SAAF), pero la bomba exploto a plena hora pico causando una importante cantidad de civiles muertos y heridos. La bomba detonó diez minutos antes de lo previsto, matando a dos de sus autores, Freddie Shangwe y Ezekial Maseko, junto a 19 personas más. Al menos 20 ambulancias trasladaron a los muertos y heridos a los hospitales.

## Audiencia de la Comisión de la Verdad
En presentaciones a la Comisión de la Verdad y la Reconciliación en 1997 y 1998, el ANC reveló que el ataque fue orquestado por una unidad de operaciones especiales del Umkhonto we Sizwe del ANC (MK), comandado por Aboobaker Ismail. En el momento del ataque, reportaban a Joe Slovo como jefe de personal, y el ataque de Church Street fue autorizado por Oliver Tambo.
La presentación del ANC dijo que el bombardeo fue en respuesta a una incursión transfrontera de Lesotho-Sudáfrica sudafricana en Lesotho en diciembre de 1982, que mató a 42 partidarios del ANC y civiles, y el asesinato de Ruth First, activista del ANC y esposa de Joe Slovo, en Maputo, Mozambique. Afirmó que 11 de las víctimas eran personal de las SAAF y, por tanto, un objetivo militar. El representante legal de algunas de las víctimas argumentó que como personal administrativo, incluidos telefonistas y mecanógrafos, no podían aceptar que fueran un objetivo militar legítimo.
Diez agentes del MK, incluido Aboobaker Ismail, solicitaron amnistía por este y otros atentados. Las solicitudes fueron rechazadas por diversos motivos, incluido el de que se trataba de un ataque terrorista desproporcionado con respecto al motivo político. La CVR concluyó que no estaba claro el número de civiles y militares asesinados. Las estadísticas policiales indicaron que siete miembros de la Fuerza Aérea Sudafricana fueron asesinados. La comisión concluyó que al menos 84 de los heridos eran miembros o empleados de la SAAF. La amnistía fue concedida por la CVR en 2000. Nelson Mandela, que cumplía condena en prisión en el momento del ataque, escribió sobre su naturaleza violenta en su autobiografía: “Fue precisamente porque sabíamos que tales incidentes ocurrirían que nuestra decisión de tomar las armas había sido tan grave y reacio.”